# Bremen Hauptbahnhof
Bremen Hauptbahnhof is een spoorwegstation in de Duitse stad Bremen en bevindt zich ten noordoosten van het centrum van Bremen. Het station is het centrum voor het treinverkeer in het noordwesten van Duitsland en verwerkt dagelijks rond de 120.000 passagiers. Hierdoor komt het station op plaats 12 van drukste stations van Duitsland. Het station hoort bij de 87 stations van de 2de categorie.
Het van 1885 tot 1889 gebouwde stationsgebouw aan het Bahnhofplatz is een ontwerp van architect Hubert Stier in de Neorenaissance-stijl. Het station is een knooppunt van regionaal en langeafstandsverkeer. Zo stoppen hier ICE-, Intercity-, EuroCity- en Nachttreinen, maar ook Regio-S-Bahntreinen.
Vanaf de negen perronsporen vertrekken per dag gemiddeld 80 langeafstands- en 450 regionale treinen. Voor het station bevindt zich een halte voor trams en stadsbussen.

## Geschiedenis

### Hannoverscher Bahnhof
Het eerste station van Bremen kwam in 1847 gereed, gelijktijdig met de opening van de spoorlijn naar Wunstorf door de Hannöversche Staatseisenbahn direct ten westen van het huidige station. Het station kenmerkte zich door een klassiek middengedeelte met aan beide uiteinde twee klokkentorens. In de daarop volgende jaren werden de spoorlijnen naar Bremerhaven, Oldenburg en Uelzen geopend. In 1885 werd het station gesloopt.

### Hamburger Bahnhof
Toen de Köln-Mindener Eisenbahn-Gesellschaft (CME) in mei 1873 de bouw van de Hamburg-Venloer Bahn Bremen bereikte, was het oude staatsstation vol en werd er een provisorische halte gebouwd. Op 16 augustus 1873 opende de CME ten noorden van de huidige Stadthalle haar Hamburger Bahnhof en ook de Venloer Bahnhof (ook wel Parkbahnhof), direct aan het Bürgerpark.
Tijdens de bouw van de Hamburg-Venloer Bahn was Bremen nog niet toegetreden tot de Duitse Zollverein; deze trad pas in 1888 in. Om goederen vanuit het Ruhrgebied naar Hamburg te krijgen, zonder het Zollverein te verlaten, werd met Bremen in een verdrag afgesproken dat deze treinen Bremen voorbijrijden zonder te stoppen. Hiervoor werd een boog van 180° om het Bürgerpark aangelegd.

### Hauptbahnhof/Centralbahnhof

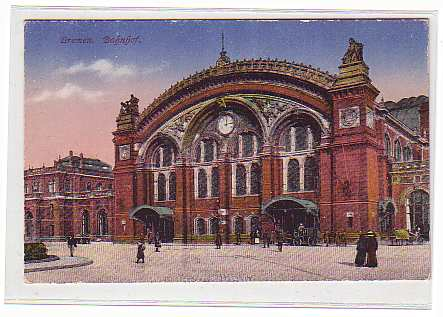
Bremen Hbf in 1915

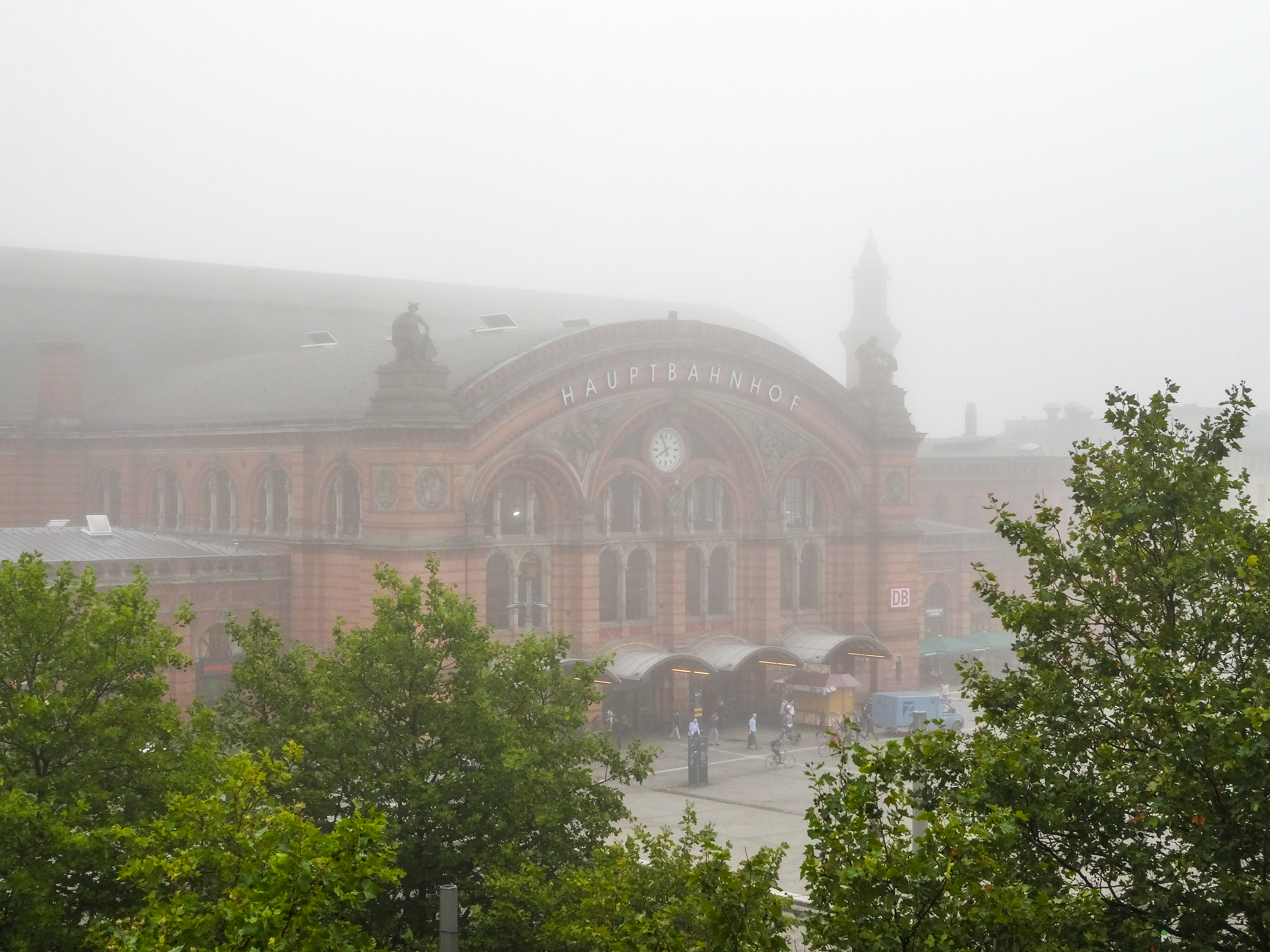
Bremen Hbf in mist

In de jaren 1870 was een Hoofdstation als vorkstation geplant binnen bereik van de straat Am Barkhof. Dit station zou op de plek komen waar de Hamburg-Venloer Bahn van de Hannöverschen Staatseisenbahn aftakt. Door de crisis in 1873 moesten de plannen worden gewijzigd. Na 1880 besloot men dat een gemeenschappelijke Hoofdstation ten oosten van het Hannoverschen Bahnhof moet komen. Tijdens de bouw van 1885 en 1889 werd het treinverkeer gezamenlijk verwerkt via het Hamburger Bahnhof.
Met het nieuwe station werd ook een nieuwe boog geopend voor het spoor naar Hamburg aangelegd. Het nieuwe Bremer Centralbahnhof werd op 15 oktober 1889 geopend. Het Hamburger Bahnhof werd daarna afgebroken, het spoorgedeelte en het oude tracé werd van 1900 tot 1954 gebruikt door de Kleinbahn Bremen - Tarmstedt.
In 1907 werden de sporen van het Hoofdstation uitgebreid.

## Sporen en treinverkeer in Bremen Hbf
Bremen Hoofdstation is een doorgangsstation in de noordwest-zuidoost richting aangelegd en bestaat uit negen perronsporen, waarvan zeven gelegen binnen de stationsoverkapping. Daarnaast zijn er ook twee sporen zonder perron voor goederentreinen.
Zes sporen verlaten het station in zuidoostelijke richting, aansluitend op de spoorlijnen naar Osnabrück/Münster en Wunstorf/Hannover. Ongeveer 3 km oostelijker splitst zich het tracé in Bremen-Hastedt, waarbij het spoor richting Osnabrück eerst richting het noorden loopt, om vervolgens met een boog naar het zuiden af te buigen. Vervolgens wordt het spoor naar Wunstorf/Hannover gekruist. Binnen deze boog bevindt zich een bedrijventerrein, ingesloten door sporen. Het spoor in de richting van Berlijn (via Uelzen, Stendal en Rathenow) takt bij Langwedel af van de spoorlijn naar Wunstorf/Hannover.
Met de bouw en latere uitbreidingen van het Hoofdstation werd het spoor rond Hastedt beter verdeeld om ook ruimte te creëren voor goederentreinen.
In het noordwesten van het Hoofdstation buigt de spoorlijn naar Oldenburg af in de richting van de Wezerbrug. Hierdoor kunnen treinen vanuit deze richting alleen de eerste drie sporen en de twee doorgangssporen bereiken. Reizigerstreinen, die vanuit Oldenburg verder in zuidoostelijke richting rijden, maken tot Hastedt gebruik van de goederensporen.
Door de in de jaren 1870 gebouwde verbinding Ruhr-Hamburg, werd bij de bouw van het Hoofdstation ongeveer een kilometer ten westen van de voormalige, aan de oude Hamburger Bahnhof aansluitende sporen, een nieuwe rechtse boog aangelegd. Richting het noordwesten loopt bij het voormalige rangeerstation Gröpelingen de spoorlijn naar Bremerhaven. Voor goederentreinen zijn buiten het station spoordriehoeken aangelegd, waardoor deze niet in het station hoeven kop te maken. De RS1 van Verden naar Bremen-Farge liep eerst tot het kopstation Bremen-Vegesack. In 2007 werd de spoorlijn naar Bremen-Farge heropend voor reizigerstreinen, waardoor treinen in station Vegesack moeten kopmaken.
Het station en de omgeving werd in 1964 geëlektrificeerd.
Tussen 4 en 14 september 1999 kwam een nieuw elektronische seinenstelsel in dienst. Hierdoor werden 14 seinposten rond het Hoofdstation buiten dienst gesteld. Het treinverkeer werd centraal bediend vanuit de centrale in Hannover. 320 spoorwegseinen en 175 wissels worden centraal bediend door zes personen.

### Goederenverkeer
In het Hoofdstation zijn er twee doorgangssporen voor het goederenverkeer. Door de samenvoeging van goederenlijnen van/naar Bremerhaven, Hannover, Osnabrück en Oldenburg werd de verwachte groei van de goederentreinen van/naar Bremerhaven en de JadeWeserPort in Wilhelmshaven niet gehaald.
De goederensporen voor de treinen in de richting van Hannover splitsen, in tegenstelling van de reizigerstreinen, bij Hastedt naar het zuiden af. Vervolgens voegen deze spoorlijnen zich samen richting Hannover. Dit spoor wordt soms ook gebruikt door reizigerstreinen.
Voor het verbeteren van goederentreinen die doorrijden en die over de Wezer rijden in de richting van Delmenhorst-Oldenburg-Wilhelmshaven en vanaf Goederenverkeerscentrum Bremen (GVC Bremen) aan de Neustädter Hafen is een herinrichting van de sporen en een noordwestelijke afrit in bouw. Hiervoor worden de doorrangsporen in het station ingericht voor links rijden. De verbinding tussen het station en de spoorbrug die naast de Stephanibrücke ligt, de zogenaamde Oldenburger Kurve, zal worden uitgebreid naar drie sporen. Hiervoor wordt gebruikgemaakt van het voormalige goederenstation die zal worden gesloot, daarnaast worden extra wissels aangelegd in de doorgangssporen.

### Goederenoverslag
De westelijke bijgebouwen van de Expressgut-Abfertigung worden toebedeeld voor administratieve doeleinden. De westelijke aangrenzende goederenstation wordt gesloten. Tussen reizigerstation Walle en station Oslebshausen gelegen goederensporen van het 3 km lange rangeerstation Gröpelingen werd op 12 juni 2005 gesloten. Het overgebleven kleinschalig goederenverkeer werd door GVC Bremen in het stadsdeel Strom afgehandeld en een aantal lokale lijnen door diverse vervoerders.

### Postvervoer
Direct ten oosten van het Hoofdstation bevond zich aansluitend een spoor met perron voor het overladen van post, ook waren er vier sporen die in een hal doorliepen. In een gebouw bij het perron was er ook een postsorteercentrum gevestigd. De faciliteiten voor postoverslag was net vernieuwd toen de Post besloot te stoppen met postvervoer per spoor. Het postsorteercentrum werd verplaatst naar de luchthaven. Het pakketsorteercentrum werd meerdere malen door Bremen verplaatst.

## Stationsgebouw
Ten zuiden van de sporen bevindt zich het stationsgebouw. Het stationsgebouw is meerdere malen verbouwd, maar in principe hetzelfde gebleven.
Tot ongeveer 2000 waren er drie tunnels onder de sporen: in het midden de bagagetunnel met liften, links en rechts daarvan bevonden zich de reizigerstunnels met trappen naar de perrons. Nadat besloten werd om de bagagewagens af te schaffen, werd de overbodige bagagetunnel samengevoegd met de reizigerstunnels. Gelijktijdig werd aan de noordelijke uitgang de hal verbouwd, met gegolfde plafons en façades zoals het oude stationsgebouw aan de zuidzijde. Bij de noordelijke uitgang wordt een fietsenstalling gebouwd. Ten westen van het stationsgebouw bestaat al sinds 2003 een grote fietsenstalling.
Rond 1900 was er ten oosten van de stationshal een bijzonder gebouw gevestigd. Dit gebouw was voor het verkeer van en naar Bremerhaven. Tegenwoordig is er een hotel gevestigd. Naast het hotel bevindt zich een vierde tunnel (Lloydtunnel) met toegang tot de perrons. Tijdens de bouw van het hotel werd de toegang tot de perrons en de tunnel gesloten.
Tijdens de vernieuwingsprogramma werd de reisinformatie vernieuwd, de veiligheid verbeterd, de toegankelijkheid vergroot en het station uiterlijk mooier gemaakt.

## Verkeersverbindingen
Op Bremen Hbf stoppen zowel langeafstands- als regionaal verkeer. Intercity's naar Oldenburg en verder rijden vanaf Bremen ook als Regional-Express. Hierdoor zijn regionale vervoersbewijzen op die treinen ook geldig.

### Langeafstandstreinen
De volgende langeafstandstreinen stoppen in Bremen Hbf:
| Serie     | Route | Route | Route | Route | Frequentie                                                                     |
| --------- | --- | --- | --- | --- | ------------------------------------------------------------------------------ |
| ICE 10    | Berlijn (Ostbf – Hbf – Spandau) – Wolfsburg – Hannover – Verden – Bremen Hbf – Oldenburg (Oldb) Hbf | Berlijn (Ostbf – Hbf – Spandau) – Wolfsburg – Hannover – Verden – Bremen Hbf – Oldenburg (Oldb) Hbf | Berlijn (Ostbf – Hbf – Spandau) – Wolfsburg – Hannover – Verden – Bremen Hbf – Oldenburg (Oldb) Hbf | Berlijn (Ostbf – Hbf – Spandau) – Wolfsburg – Hannover – Verden – Bremen Hbf – Oldenburg (Oldb) Hbf | 1x per dag (ma-vr)                                                             |
| ICE 22    | Frankfurt (Main) – Kassel-Wilhelmshöhe – Hannover – Bremen Hbf – Oldenburg (Oldb) Hbf | Frankfurt (Main) – Kassel-Wilhelmshöhe – Hannover – Bremen Hbf – Oldenburg (Oldb) Hbf | Frankfurt (Main) – Kassel-Wilhelmshöhe – Hannover – Bremen Hbf – Oldenburg (Oldb) Hbf | Frankfurt (Main) – Kassel-Wilhelmshöhe – Hannover – Bremen Hbf – Oldenburg (Oldb) Hbf | 1x per dag                                                                     |
| ICE 25    | Hamburg (Altona – Dammtor – Hbf – Harburg) – | Hamburg (Altona – Dammtor – Hbf – Harburg) – | Hannover – Göttingen – Kassel-Wilhelmshöhe – Fulda – Würzburg – Nürnberg – Ingolstadt – München | Hannover – Göttingen – Kassel-Wilhelmshöhe – Fulda – Würzburg – Nürnberg – Ingolstadt – München | 1x per uur Hamburg-München. 1x per twee uur één treinstel naar Oldenburg.      |
| ICE 25    | Oldenburg (Oldb) Hbf – Bremen Hbf – | | Hannover – Göttingen – Kassel-Wilhelmshöhe – Fulda – Würzburg – Nürnberg – Ingolstadt – München | Hannover – Göttingen – Kassel-Wilhelmshöhe – Fulda – Würzburg – Nürnberg – Ingolstadt – München | 1x per uur Hamburg-München. 1x per twee uur één treinstel naar Oldenburg.      |
| ICE 31    | (Hamburg (Altona – Dammtor – Hbf – Harburg) – Bremen Hbf – Osnabrück – Münster – Dortmund – Wuppertal – Köln – Bonn – Koblenz – Mainz –) Frankfurt (Main) (Flugh. Fernbf – Hbf) – Würzburg – Nürnberg (– Ingolstadt – München)                                         | (Hamburg (Altona – Dammtor – Hbf – Harburg) – Bremen Hbf – Osnabrück – Münster – Dortmund – Wuppertal – Köln – Bonn – Koblenz – Mainz –) Frankfurt (Main) (Flugh. Fernbf – Hbf) – Würzburg – Nürnberg (– Ingolstadt – München)                                         | (Hamburg (Altona – Dammtor – Hbf – Harburg) – Bremen Hbf – Osnabrück – Münster – Dortmund – Wuppertal – Köln – Bonn – Koblenz – Mainz –) Frankfurt (Main) (Flugh. Fernbf – Hbf) – Würzburg – Nürnberg (– Ingolstadt – München)                                         | (Hamburg (Altona – Dammtor – Hbf – Harburg) – Bremen Hbf – Osnabrück – Münster – Dortmund – Wuppertal – Köln – Bonn – Koblenz – Mainz –) Frankfurt (Main) (Flugh. Fernbf – Hbf) – Würzburg – Nürnberg (– Ingolstadt – München)                                         | Frankfurt - Nürnberg 1x per twee uur, overige trajecten enkele treinen per dag |
| ICE 91    | Hamburg (Hbf – Harburg) – Bremen Hbf – Osnabrück – Münster – Dortmund – Wuppertal – Köln – Bonn – Koblenz – Mainz – Frankfurt (Main) (Flugh. Fernbf – Hbf) – Würzburg – Nürnberg – Regensburg – Passau – Wels – Linz – St. Pölten – Wenen (Meidling – Hbf – Flughafen) | Hamburg (Hbf – Harburg) – Bremen Hbf – Osnabrück – Münster – Dortmund – Wuppertal – Köln – Bonn – Koblenz – Mainz – Frankfurt (Main) (Flugh. Fernbf – Hbf) – Würzburg – Nürnberg – Regensburg – Passau – Wels – Linz – St. Pölten – Wenen (Meidling – Hbf – Flughafen) | Hamburg (Hbf – Harburg) – Bremen Hbf – Osnabrück – Münster – Dortmund – Wuppertal – Köln – Bonn – Koblenz – Mainz – Frankfurt (Main) (Flugh. Fernbf – Hbf) – Würzburg – Nürnberg – Regensburg – Passau – Wels – Linz – St. Pölten – Wenen (Meidling – Hbf – Flughafen) | Hamburg (Hbf – Harburg) – Bremen Hbf – Osnabrück – Münster – Dortmund – Wuppertal – Köln – Bonn – Koblenz – Mainz – Frankfurt (Main) (Flugh. Fernbf – Hbf) – Würzburg – Nürnberg – Regensburg – Passau – Wels – Linz – St. Pölten – Wenen (Meidling – Hbf – Flughafen) | Enkele treinen per dag                                                         |
| EC/IC 30  | Ostseebad Binz – Stralsund – Rostock – Schwerin – | Hamburg (Altona – Dammtor – Hbf – Harburg) – Bremen Hbf – Osnabrück – Münster – Dortmund – Essen – Duisburg – Düsseldorf – Köln – Bonn – Koblenz – Mainz – Mannheim –                                                                                                  | Hamburg (Altona – Dammtor – Hbf – Harburg) – Bremen Hbf – Osnabrück – Münster – Dortmund – Essen – Duisburg – Düsseldorf – Köln – Bonn – Koblenz – Mainz – Mannheim –                                                                                                  | Heidelberg – Stuttgart | HH-Altona - Stuttgart 1x per twee uur, 1x per dag van/naar Westerland/Binz     |
| EC/IC 30  | Westerland (Sylt) – | Hamburg (Altona – Dammtor – Hbf – Harburg) – Bremen Hbf – Osnabrück – Münster – Dortmund – Essen – Duisburg – Düsseldorf – Köln – Bonn – Koblenz – Mainz – Mannheim –                                                                                                  | Hamburg (Altona – Dammtor – Hbf – Harburg) – Bremen Hbf – Osnabrück – Münster – Dortmund – Essen – Duisburg – Düsseldorf – Köln – Bonn – Koblenz – Mainz – Mannheim –                                                                                                  | Karlsruhe – Baden-Baden – Freiburg (Breisgau) – Bazel (Bad Bf – SBB) – Zürich – Chur | enkele treinen per dag, HH-Altona - Chur                                       |
| IC 31     | Kiel – Neumünster – Hamburg Dammtor – | Kiel – Neumünster – Hamburg Dammtor – | Hamburg (Hbf – Harburg) – Bremen Hbf – Osnabrück – Münster – Dortmund – Wuppertal – Köln – Bonn – Koblenz – Mainz – Frankfurt (Main) (Flugh. Fernbf – Hbf) – Würzburg – Nürnberg – Regensburg – Passau                                                                 | Hamburg (Hbf – Harburg) – Bremen Hbf – Osnabrück – Münster – Dortmund – Wuppertal – Köln – Bonn – Koblenz – Mainz – Frankfurt (Main) (Flugh. Fernbf – Hbf) – Würzburg – Nürnberg – Regensburg – Passau                                                                 | Enkele treinen per dag, 's zomers vanaf Fehmarn-Brug                           |
| IC 31     | Fehmarn-Brug – Oldenburg (Holst) – Lübeck – | | Hamburg (Hbf – Harburg) – Bremen Hbf – Osnabrück – Münster – Dortmund – Wuppertal – Köln – Bonn – Koblenz – Mainz – Frankfurt (Main) (Flugh. Fernbf – Hbf) – Würzburg – Nürnberg – Regensburg – Passau                                                                 | Hamburg (Hbf – Harburg) – Bremen Hbf – Osnabrück – Münster – Dortmund – Wuppertal – Köln – Bonn – Koblenz – Mainz – Frankfurt (Main) (Flugh. Fernbf – Hbf) – Würzburg – Nürnberg – Regensburg – Passau                                                                 | Enkele treinen per dag, 's zomers vanaf Fehmarn-Brug                           |
| IC 56     | Norddeich Mole – Emden – Leer (Ostfriesl) – Oldenburg (Oldb) Hbf – Bremen Hbf – Hannover – Braunschweig – Magdeburg – Halle (Saale) – Leipzig | Norddeich Mole – Emden – Leer (Ostfriesl) – Oldenburg (Oldb) Hbf – Bremen Hbf – Hannover – Braunschweig – Magdeburg – Halle (Saale) – Leipzig | Norddeich Mole – Emden – Leer (Ostfriesl) – Oldenburg (Oldb) Hbf – Bremen Hbf – Hannover – Braunschweig – Magdeburg – Halle (Saale) – Leipzig | Norddeich Mole – Emden – Leer (Ostfriesl) – Oldenburg (Oldb) Hbf – Bremen Hbf – Hannover – Braunschweig – Magdeburg – Halle (Saale) – Leipzig | 1x per twee uur. 1x per dag vanaf Magdeburg naar: Berlin - Cottbus             |
| IC 56     | Stralsund → Pasewalk → Angermünde → Berlijn (Gesundbrunnen → Spandau) → Stendal → Wolfsburg → Hannover → Bremen Hbf → Oldenburg (Oldb) Hbf | Stralsund → Pasewalk → Angermünde → Berlijn (Gesundbrunnen → Spandau) → Stendal → Wolfsburg → Hannover → Bremen Hbf → Oldenburg (Oldb) Hbf | Stralsund → Pasewalk → Angermünde → Berlijn (Gesundbrunnen → Spandau) → Stendal → Wolfsburg → Hannover → Bremen Hbf → Oldenburg (Oldb) Hbf | Stralsund → Pasewalk → Angermünde → Berlijn (Gesundbrunnen → Spandau) → Stendal → Wolfsburg → Hannover → Bremen Hbf → Oldenburg (Oldb) Hbf | alleen op zondag                                                               |
| CNL Pyxis | Hamburg (Altona – Dammtor – Hbf – Harburg) – Bremen Hbf – Hannover – Augsburg – München (Hbf – Ost) | Hamburg (Altona – Dammtor – Hbf – Harburg) – Bremen Hbf – Hannover – Augsburg – München (Hbf – Ost) | Hamburg (Altona – Dammtor – Hbf – Harburg) – Bremen Hbf – Hannover – Augsburg – München (Hbf – Ost) | Hamburg (Altona – Dammtor – Hbf – Harburg) – Bremen Hbf – Hannover – Augsburg – München (Hbf – Ost) | 1x per dag                                                                     |

### Regionale treinen
De volgende regionale treinen stoppen in Bremen Hbf:
| Serie | Treinsoort                       | Route | Bijzonderheden                                              |
| ----- | -------------------------------- | --- | ----------------------------------------------------------- |
| RE 1  | Regional-Express (DB Regio Nord) | Hannover Hbf – Nienburg (Weser) – Verden (Aller) – Bremen Hbf – Delmenhorst – Hude – Oldenburg (Oldb) Hbf – Leer (Ostfriesl) – Emden Hbf – Norddeich Mole | Rijdt eenmaal per twee uur.                                 |
| RE 4  | Regional-Express (metronom)      | Bremen Hbf – Rotenburg (Wümme) – Buchholz (Nordheide) – Hamburg-Harburg – Hamburg Hbf                                                                     |                                                             |
| RE 8  | Regional-Express (DB Regio Nord) | Bremerhaven-Lehe – Bremerhaven Hbf – Bremen Hbf – Verden (Aller) – Nienburg (Weser) – Hannover Hbf                                                        | Rijdt eenmaal per twee uur                                  |
| RE 9  | Regional-Express (DB Regio Nord) | (Bremerhaven-Lehe – Bremerhaven Hbf – ) Bremen Hbf – Diepholz – Osnabrück Hbf                                                                             | Rijdt 1x per twee uur tussen Bremerhaven-Lehe en Bremen Hbf |
| RE 19 | Regional-Express (NordWestBahn)  | Wilhelmshaven Hbf – Oldenburg (Oldb) Hbf – Hude – Delmenhorst – Bremen Hbf                                                                                | Enkele treinen per dag                                      |
| RB 37 | Regionalbahn (Erixx)             | Bremen Hbf – Soltau (Han) – Uelzen | Rijdt eenmaal per twee uur                                  |
| RB 41 | Regionalbahn (metronom)          | Hamburg Hbf – Hamburg-Harburg – Buchholz (Nordheide) – Tostedt – Rotenburg (Wümme) – Bremen Hbf                                                           |                                                             |
| RB 58 | Regionalbahn (NordWestBahn)      | Osnabrück Hbf – Bramsche – Vechta – Delmenhorst – Bremen Hbf                                                                                              | Der Bramscher                                               |
| RS1   | Regio-S-Bahn (NordWestBahn)      | Bremen-Farge – Bremen-Vegesack – Bremen Hbf – Achim – Verden (Aller)                                                                                      | Extra spitsritten tussen Vegesack en Hbf.                   |
| S2    | Regio-S-Bahn (NordWestBahn)      | Bremerhaven-Lehe – Bremerhaven Hbf – Osterholz-Scharmbeck – Bremen Hbf – Twistringen                                                                      | Versterkingstreinen tijdens de spits                        |
| S3    | Regio-S-Bahn (NordWestBahn)      | Bremen Hbf – Delmenhorst – Oldenburg (Oldb) Hbf – Bad Zwischenahn                                                                                         |                                                             |
| S4    | Regio-S-Bahn (NordWestBahn)      | Bremen Hbf – Delmenhorst – Hude – Nordenham |                                                             |

### Lokale verbindingen

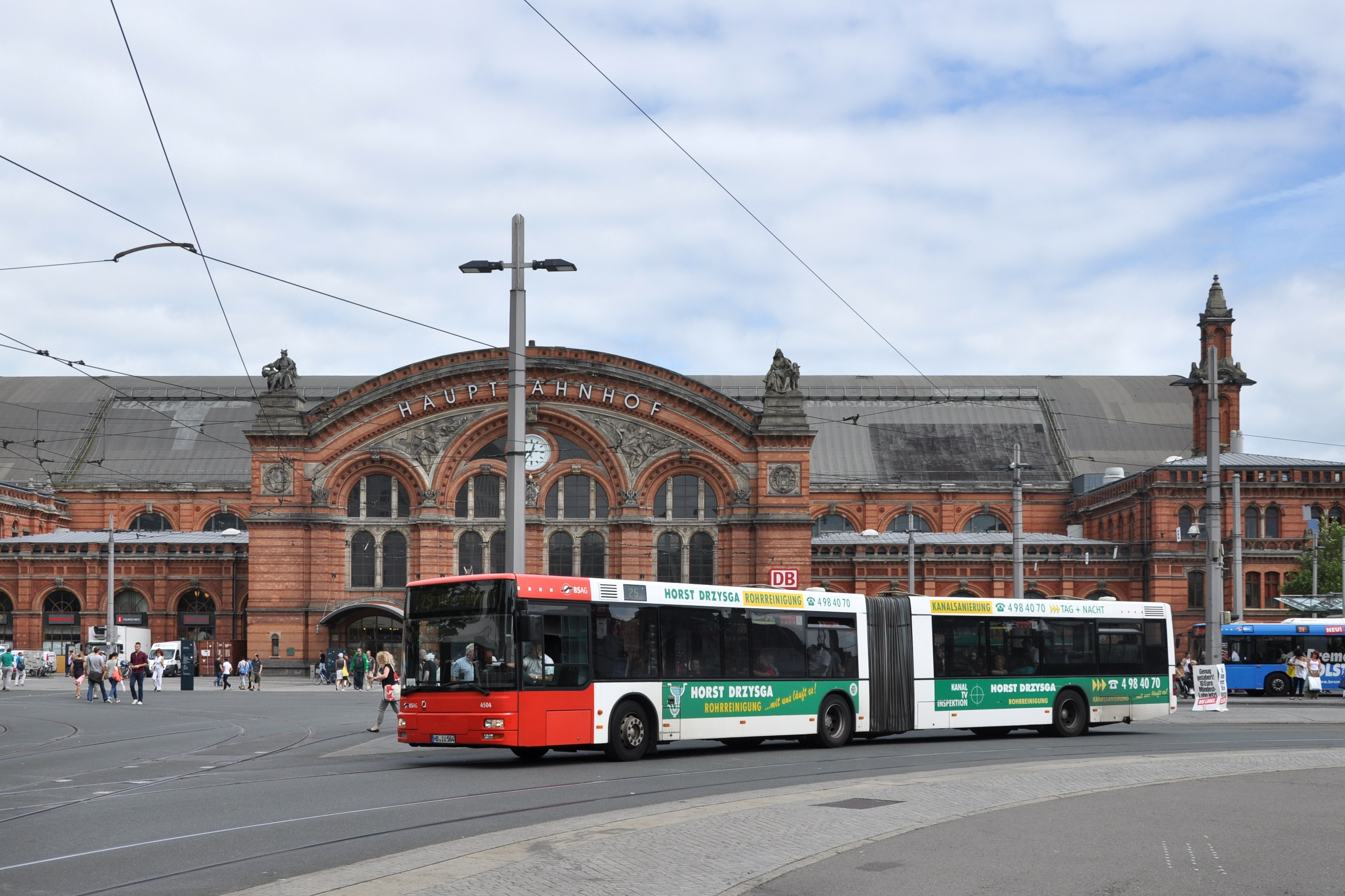
Stadsbus aan de voorzijde van het station

Op het Bahnhofsplatz bij de hoofdingang bevinden zich taxistandplaatsen, met een aantal kiss-and-ride plaatsen. Ten oosten van de taxiplaatsen grenst het busstation voor regionale bussen van de Verkehrsverbundes Bremen/Niedersachsen (VBN), daaraan aansluitend zes sporen voor de trams van de Bremer Straßenbahn AG (BSAG). Langs de tramhaltes kunnen ook bussen halteren. Tussen 1952 en 1999 stopten de langeafstandsbussen om hun eigen busstation tussen het treinstation en het Überseemuseum. Later is dit gebied ingericht als groenstrook en stoppen de langeafstandsbussen in de Breitenweg.
Voor personenauto's is aan de noordzijde een krappe ruimte vrij gemaakt. Ook wachten hier een aantal taxi's. Bij de noordelijke uitgang staat er een gebouw die dient als parkeergarage en als kantoorgebouw voor de spoorwegen en de politie. Tevens is er ruimte in dit gebouw voor fietsen.
In 2003 is ten westen van het stationsgebouw een fietsenstalling geopend. Deze stalling is bewaakt en er kunnen fietsen worden gehuurd. Tevens bevindt zich hier ook een balie voor toeristeninformatie.